# 라과이라

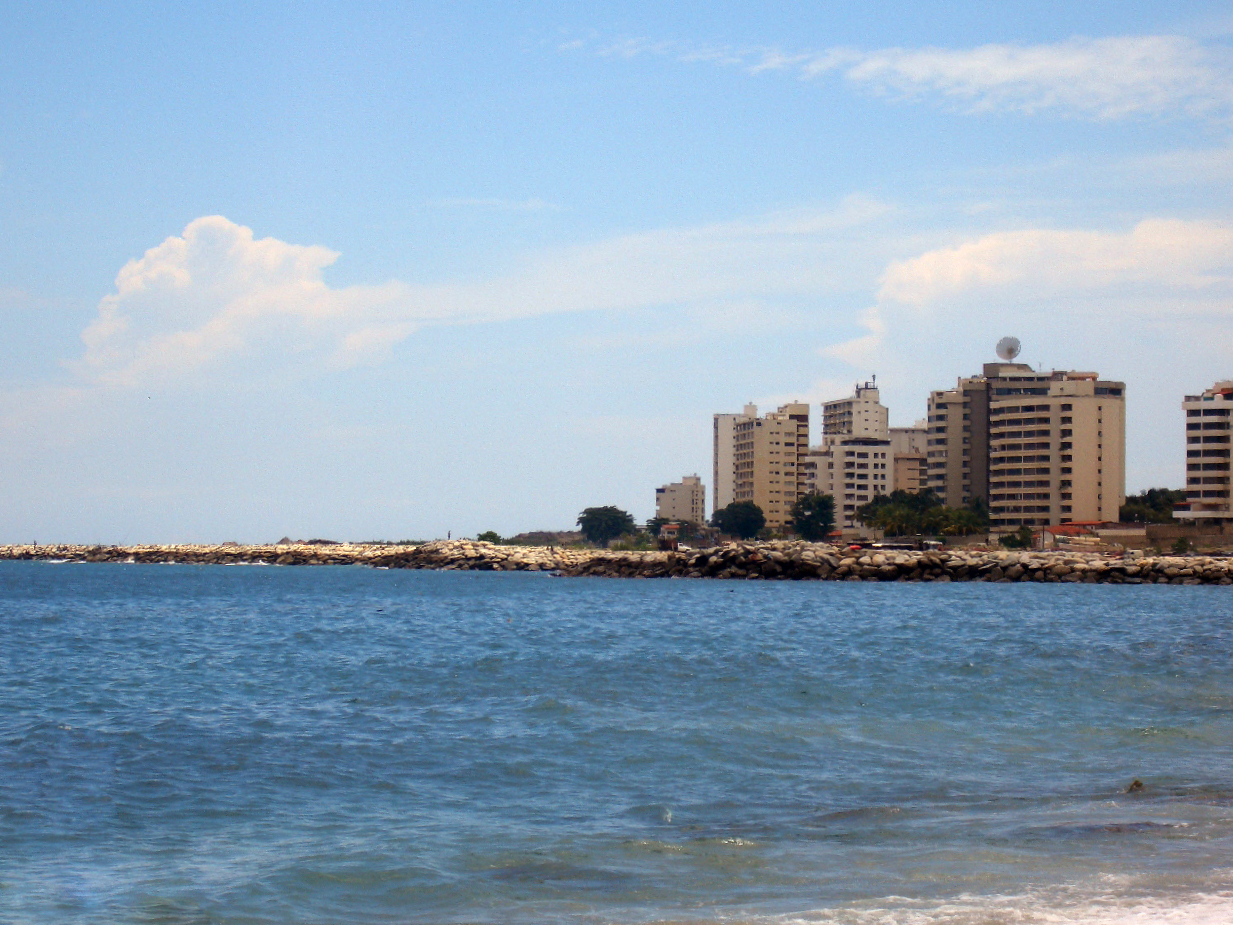
라과이라

라과이라(La Guaira)는 베네수엘라 바르가스 주의 주도로, 인구는 270,792명이다.